# Columbia Encyclopedia
De Columbia Encyclopedia is een eendelige encyclopedie, uitgegeven door Columbia-universiteit Press. De laatste editie, die nu niet meer gedrukt wordt, werd verkocht door de Gale Group.
De Columbia Encyclopedia werd voor het eerst gepubliceerd in 1935, in hechte samenwerking met Columbia-universiteit. In de edities van 1950 en 1963 onderging de encyclopedie ingrijpende herzieningen. De laatste, tweedelige zesde editie werd gedrukt in 2000 en bevat meer dan 51.000 artikelen met in totaal zo'n 6,5 miljoen woorden.
De elektronische versie van de encyclopedie, die is opgemaakt in SGML, wordt op kwartaalbasis bijgewerkt en bevat meer dan 84.000 hyperlinks. In tegenstelling tot veel andere grote Engelstalige encyclopedieën, is de volledige inhoud van de Columbia Encyclopedie online gratis beschikbaar voor individuele gebruikers.